# Алогізм
Алогі́зм — філософський термін, що в залежності від контексту може означати:
- Нелогічність у міркуваннях, викликана порушенням законів логічного мислення. Внаслідок цього мислення набуває негативних рис: двозначності, суперечливості, бездоказовості, що виключає можливість пізнання істини.
- Різновидність ідеалізму в теорії пізнання, яка заперечує можливість логічно пояснити навколишню дійсність.